# Quiry-le-Sec

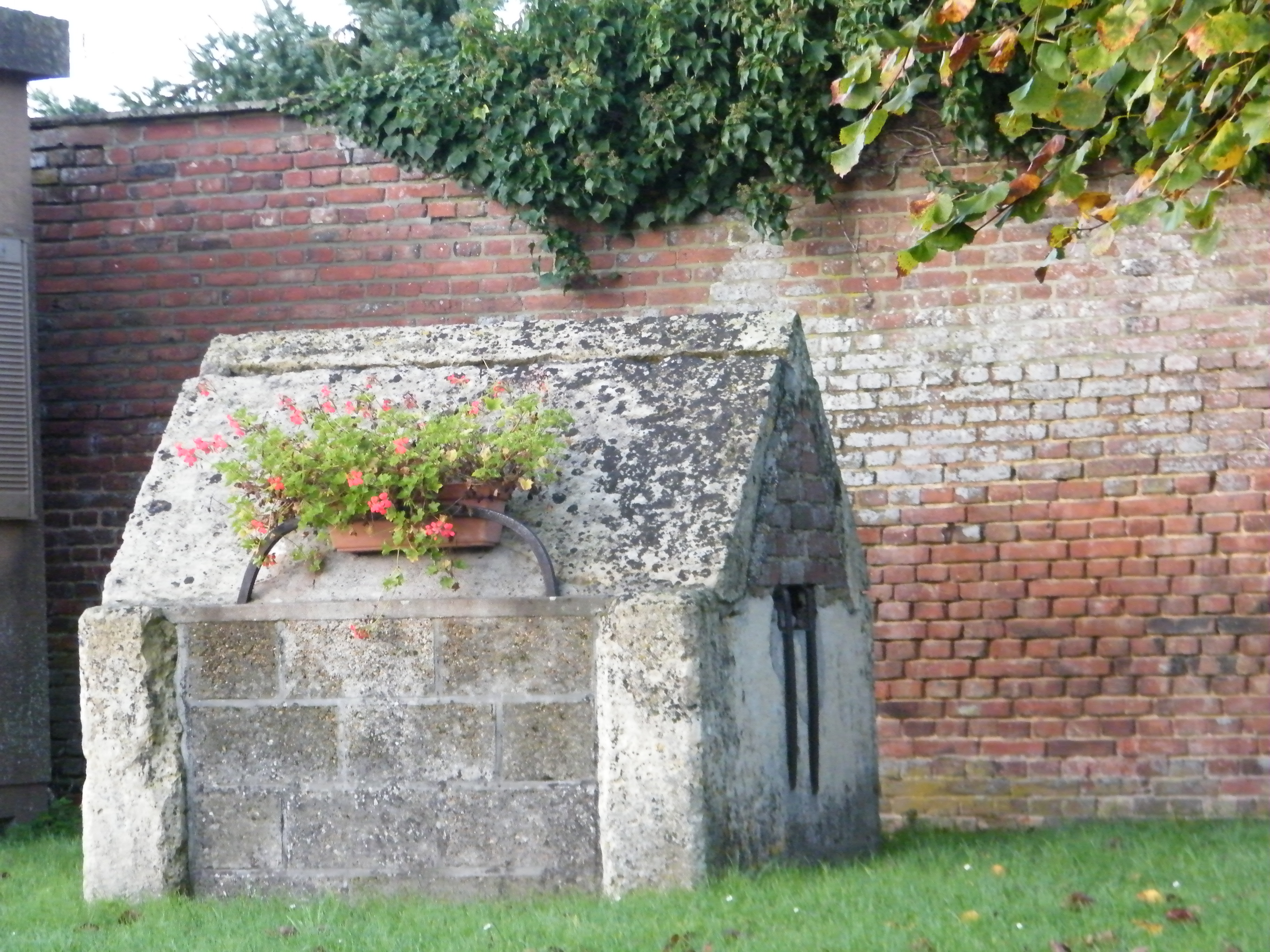
Brunnen des Kulturerbes

Quiry-le-Sec (picardisch: Tchéry-l' Sé) ist eine nordfranzösische Gemeinde mit 313 Einwohnern (Stand 1. Januar 2022) im Département Somme in der Region Hauts-de-France. Die Gemeinde liegt im Arrondissement Montdidier, ist Teil der Communauté de communes Avre Luce Noye und gehört zum Kanton Ailly-sur-Noye.

## Geographie
Die Gemeinde an der Grenze der Départements Somme und Oise liegt an der Départementsstraße D109 zwischen Folleville und Coullemelle rund 16 km westlich von Montdidier und 10,5 km südlich von Ailly-sur-Noye.

## Einwohner
| 1962 | 1968 | 1975 | 1982 | 1990 | 1999 | 2006 | 2010 |
| ---- | ---- | ---- | ---- | ---- | ---- | ---- | ---- |
| 334  | 293  | 251  | 210  | 229  | 270  | 297  | 308  |

## Verwaltung
Bürgermeister (maire) ist seit 2001 Patrick Georget.

## Sehenswürdigkeiten
- Kirche aus dem 16. Jahrhundert mit spätgotischer Ausstattung